# Club Atlético de Madrid 1983-1984
Questa voce raccoglie le informazioni riguardanti il Club Atlético de Madrid nelle competizioni ufficiali della stagione 1983-1984.

## Stagione
Nella stagione 1983-1984 i Colchoneros, allenati da Luis Aragonés, terminarono il campionato al quarto posto. In Coppa del Re l'Atlético Madrid venne eliminato agli ottavi dall'Osasuna. In Coppa UEFA i Rojiblancos persero al primo turno contro gli olandesi del Groningen. Alla seconda edizione della Coppa della Liga i madrileni, dopo aver eliminato il Real Madrid, il Barcellona e i campioni dell'Athletic Bilbao, vennero sconfitti in finale dal Real Valladolid, dopo i tempi supplementari.

## Maglie e sponsor
| Manica sinistra · Manica sinistra · Maglietta · Maglietta · Manica destra · Manica destra · Pantaloncini · Calzettoni |

## Rosa
| N. |                     | Ruolo | Calciatore               |
| -- | ------------------- | ----- | ------------------------ |
| -  | Spagna (bandiera)   | P     | Ángel Jesús Mejías       |
| -  | Spagna (bandiera)   | P     | Carlos Santiago Pereira  |
| -  | Spagna (bandiera)   | D     | Balbino                  |
| -  | Spagna (bandiera)   | D     | Clemente                 |
| -  | Spagna (bandiera)   | D     | Marcelino                |
| -  | Spagna (bandiera)   | D     | Juan José Rubio          |
| -  | Spagna (bandiera)   | D     | Miguel Ángel Ruiz García |
| -  | Spagna (bandiera)   | C     | Juanjo                   |
| -  | Spagna (bandiera)   | C     | Juan Carlos Arteche      |
| -  | Spagna (bandiera)   | C     | Quique Ramos             |
| -  | Germania (bandiera) | C     | Miroslav Votava ()       |

| N. |                      | Ruolo | Calciatore             |
| -- | -------------------- | ----- | ---------------------- |
| -  | Spagna (bandiera)    | C     | Julio Prieto Martín    |
| -  | Spagna (bandiera)    | C     | Roberto Simón Marina   |
| -  | Spagna (bandiera)    | C     | Manolo Agujetas        |
| -  | Argentina (bandiera) | A     | Mario Cabrera          |
| -  | Spagna (bandiera)    | A     | Pedro Pablo            |
| -  | Messico (bandiera)   | A     | Hugo Sánchez           |
| -  | Spagna (bandiera)    | A     | Ricardo Ortega Mínguez |
| -  | Spagna (bandiera)    | A     | Juan Carlos Pedraza    |
| -  | Spagna (bandiera)    | A     | Luis Enrique Marián    |
| -  | Spagna (bandiera)    | A     | Jesús Landáburu        |
| -  | Spagna (bandiera)    | A     | Víctor                 |

## Risultati

### Coppa del Re
| Arbitro: | Damir Rendón |

|              |           |                                                   |
| Casanova 62’ | Marcatori | 5’ Víctor 26’ (rig.) Mínguez 39’, 58’, 71’ Manolo |

| Madrid 18 ottobre 1983 Secondo turno – Ritorno                                       | Atlético Madrid | 5 – 0 referto | Tarancón | Vicente Calderón (5 000 spett.) |
| \| \| \| \| \| Víctor 20’, 28’ Mínguez 65’ Balbino 67’ Marián 72’ \| Marcatori \| \| |                 |               |          |                                 |
|                                                                                      |                 |               |          |                                 |
| Víctor 20’, 28’ Mínguez 65’ Balbino 67’ Marián 72’                                   | Marcatori       |               |          |                                 |

| Arbitro: | Jiménez Madrid |

|                              |           |                 |
| Emilio 83’ Javier 86’ (rig.) | Marcatori | 21’, 47’ Víctor |

| Madrid 17 novembre 1983 Terzo turno – Ritorno                             | Atlético Madrid | 3 – 1 referto | SD Portmany | Vicente Calderón (4 000 spett.) |
| \| \| \| \| \| Votava 57’, 76’ Cabrera 83’ \| Marcatori \| 8’ Miguelín \| |                 |               |             |                                 |
|                                                                           |                 |               |             |                                 |
| Votava 57’, 76’ Cabrera 83’                                               | Marcatori       | 8’ Miguelín   |             |                                 |

| Madrid 25 gennaio 1984 Ottavi di finale – Andata | Atlético Madrid   | 0 – 0 referto | Osasuna | Vicente Calderón (15 000 spett.)\| Arbitro: \| Enríquez Negreira \| |
| Arbitro:                                         | Enríquez Negreira |               |         |                                                                     |

| Arbitro: | Martín Navarrete |

|                         |           |               |
| Martín 4’ Lumbreras 87’ | Marcatori | 90’ Landaburu |

### Coppa UEFA
| Arbitro: | Menicucci |

|                                  |           |              |
| Marina 86’ Waalderbos 89’ (aut.) | Marcatori | 50’ McDonald |

| Arbitro: | Christov |

|                                  |           |  |
| Jans 12’ Koeman 48’ van Dijk 83’ | Marcatori |  |

### Coppa della Liga
| Arbitro: | Urizar Azpitarte |

|                |           |               |
| Butragueño 32’ | Marcatori | 90+1’ Sánchez |

| Arbitro: | Urío Velázquez |

|                          |           |                        |
| Ruiz 45’ Quique 75’, 89’ | Marcatori | 42’ Butragueño 48’ Ito |

| Arbitro: | García De Loza |

|                 |           |                               |
| Dani 85’ (rig.) | Marcatori | 61’, 69’ Quique 79’ J. Prieto |

| Arbitro: | Martín Navarrete |

|                                       |           |                                |
| Landaburu 56’ Sánchez 70’, 89’ (rig.) | Marcatori | 25’ (rig.) Dani 65’ J. Salinas |

| Arbitro: | Damín Rendón |

|  |           |                        |
|  | Marcatori | 46’ Marina 89’ Mínguez |

| Arbitro: | Merino González |

|                                         |           |                          |
| Arteche 7’, 13’ Sánchez 73’ Pedraza 86’ | Marcatori | 61’ Giménez 75’ Orejuela |

| Arbitro: | Marín López |

|               |           |                         |
| P. Alonso 17’ | Marcatori | 78’, 84’ (rig.) Sánchez |

| Arbitro: | Urío Velázquez |

|                 |           |             |
| Marina 54’, 90’ | Marcatori | 29’ Calderé |

| Madrid 26 giugno 1984 Finale – Andata | Atlético Madrid  | 0 – 0 referto | Real Valladolid | Vicente Calderón (30 000 spett.)\| Arbitro: \| Urizar Azpitarte \| |
| Arbitro:                              | Urizar Azpitarte |               |                 |                                                                    |

| Arbitro: | Pes Pérez |

|                                             |           |  |
| Votava 98’ (aut.) Fortes 106’ Minguela 113’ | Marcatori |  |

## Statistiche

### Statistiche di squadra
| Competizione     | Punti | Totale | Totale | Totale | Totale | Totale | Totale | DR  |
| Competizione     | Punti | G      | V      | N      | P      | Gf     | Gs     | DR  |
| ---------------- | ----- | ------ | ------ | ------ | ------ | ------ | ------ | --- |
| Primera División | 38    | 34     | 17     | 8      | 9      | 53     | 47     | +6  |
| Coppa del Re     | -     | 6      | 3      | 2      | 1      | 16     | 6      | +10 |
| Coppa UEFA       | -     | 2      | 1      | 0      | 1      | 2      | 4      | -2  |
| Coppa della Liga | -     | 10     | 7      | 2      | 1      | 20     | 13     | +7  |
| Totale           | 38    | 52     | 28     | 12     | 12     | 91     | 70     | +21 |